# Loganville (Pennsilvània)
Loganville és una població dels Estats Units a l'estat de Pennsilvània. Segons el cens del 2000 tenia 908 habitants.

## Demografia
Segons el cens del 2000, Loganville tenia 908 habitants, 361 habitatges, i 258 famílies. La densitat de població era de 354,1 habitants/km².
Dels 361 habitatges en un 33,5% hi vivien nens de menys de 18 anys, en un 61,5% hi vivien parelles casades, en un 6,4% dones solteres, i en un 28,5% no eren unitats familiars. En el 23,8% dels habitatges hi vivien persones soles l'11,1% de les quals corresponia a persones de 65 anys o més que vivien soles. El nombre mitjà de persones vivint en cada habitatge era de 2,52 i el nombre mitjà de persones que vivien en cada família era de 2,96.
Per edats la població es repartia de la següent manera: un 26,1% tenia menys de 18 anys, un 7% entre 18 i 24, un 27,8% entre 25 i 44, un 23,5% de 45 a 60 i un 15,6% 65 anys o més.
L'edat mediana era de 37 anys. Per cada 100 dones de 18 o més anys hi havia 88 homes.
La renda mediana per habitatge era de 37.857 $ i la renda mediana per família de 47.266 $. Els homes tenien una renda mediana de 35.875 $ mentre que les dones 22.438 $. La renda per capita de la població era de 18.101 $. Entorn del 3,9% de les famílies i el 6,2% de la població estaven per davall del llindar de pobresa.

## Poblacions més properes
El següent diagrama mostra les poblacions més properes.